# Do Ya
Singles de Electric Light Orchestra
Rockaria!
(1977) Telephone Line
(1977)
Pistes de A New World Record
Above the Clouds Shangri-La
Do Ya est une chanson écrite et composée par Jeff Lynne, interprétée par ses groupes successifs, The Move et Electric Light Orchestra.

## Histoire
La version enregistrée par The Move paraît en 1972 en face B du dernier single du groupe, California Man. Elle rencontre néanmoins plus de succès que cette dernière aux États-Unis et devient la seule chanson de The Move à faire une quelconque impression outre-Atlantique (92e dans le Hot 100).
Electric Light Orchestra, groupe issu des cendres de The Move, interprète Do Ya en concert dès 1973, mais il faut attendre 1976 pour qu'elle soit réenregistrée en studio, sous une forme plus produite que la version de The Move. Elle paraît sur l'album A New World Record et constitue le troisième single extrait de l'album, avec Nightrider en face B. Ce single n'entre pas dans le hit-parade britannique, mais se classe 24e aux États-Unis.